# Sinan Güler
Pour les articles homonymes, voir Güler.
Sinan Güler, né le 8 novembre 1983 à Istanbul, en Turquie, est un joueur turc de basket-ball. Il évolue aux postes d'arrière et d'ailier.

## Carrière
En juillet 2017, Güler quitte Galatasaray où il est capitaine et rejoint le rival stambouliote du Fenerbahçe avec lequel il signe un contrat de deux ans (avec une année supplémentaire en option).

## Palmarès
- Finaliste du championnat du monde 2010